# Sven Runnström
Sven Valdemar Runnström, född 4 april 1896 i Stockholm, död 25 december 1968 i Bromma, var en svensk zoolog.
Sven Runnström var son till bagarmästaren Mauritz Runnström samt bror till John och Carl-Herman Runnström. Efter studentexamen i Stockholm 1915 blev han filosofie magister vid Stockholms högskola 1919 och studerade därefter vid Lunds universitet där han blev filosofie licentiat 1925 och filosofie doktor samma år. Han var amanuens vid Bergens museum i Norge 1919–1930 och fiskerikonsulent i Norges fiskeridirektorat 1930–1937. Från 1937 var han laborator och från 1948 föreståndare vid Statens undersöknings- och försöksanstalt för sötvattenfisket. Han var ordförande i 1947 års fiskindustrikommitté. Runnström skrev en mängd arbeten inom det marinzoologiska och fiskeribiologiska området. I sina tidiga arbeten behandlade han olika lägre havsdjur, särskilt deras larvutveckling och biologi. Hans undersökningar gällde bland annat sjögurkor, sjöborrar samt vid Sveriges västkust förekommande havstulpaner. 1927–1936 utgav han flera arbeten om temperaturanpassning hos havsdjur samt beskrev kräftdjur och havsspindlar i museimaterial från Sibiriens ishav (1928) och zooplankton i norska fjordar (1931). Dessa arbeten ingick i Bergens museums skriftserie. Runnström publicerade under sin norgevistelse flera arbeten rörande det norska havsfisket. 1930–1937 studerade han den norska vårsillen, dess raser, utbredning, vandringar och larvutveckling. Han baserade delvis sina arbeten på undersökningar över fjällens årsringar. Efter återkomsten till Sverige 1937 studerade Runnstörm svenska sötvattenfiskars biologi och skrev bland annat om vänerlaxens ålder och tillväxt (1940).